# Miguel Rodrigo Martínez
Miguel Rodrigo Martínez (Santa Clara (Cuba), 27 de diciembre de 1895-Madrid, 15 de noviembre de 1968) fue un militar español. Durante la Guerra civil combatió junto a las fuerzas sublevadas, llegando a mandar varias unidades. Posteriormente participaría en la Segunda Guerra Mundial integrado en la División Azul, combatiendo en el frente ruso.

## Biografía
Nació en la ciudad cubana de Santa Clara el 27 de diciembre de 1895. Ingreso en la Academia de Infantería de Toledo en 1913. Capitán de regulares de Melilla, durante la guerra del Rif se destacó en la defensa de la posición de Kudia-Tahar (Beni Karrich) siendo condecorado con la Cruz Laureada de San Fernando.
Formó parte de las fuerzas rebeldes que se sublevaron contra el gobierno de la Segunda República en el golpe de Estado de julio de 1936 que dio paso a la Guerra Civil Española y comandó un tabor de regulares. A lo largo de la contienda tuvo un papel destacado. En julio de 1937 tomó parte en la batalla de Brunete, al mando de la segunda brigada de la 13.ª División. Posteriormente pasó a mandar la 1.ª División de Navarra, unidad con la que intervendría en la campaña de Levante y en la batalla del Ebro, siendo posteriormente sustituido en el mando por el coronel marroquí Mohammed ben Mizzian. Hacia el final de la contienda mandaba la 61.ª División, encuadrada en el Cuerpo de Ejército Urgel.
Ya durante la Segunda Guerra Mundial, fue el coronel de mayor antigüedad en la División Azul, la unidad de voluntarios españoles enviada para combatir junto a la Alemania nazi a la Unión Soviética en el Frente Oriental, y se encargó de la jefatura de Infantería Divisionaria. Ascendería en el escalafón hasta el rango de teniente general, alcanzado en 1953. Fue procurador en las Cortes franquistas entre 1943 y 1968. En 1950 fue nombrado comandante de la División Acorazada. Con posterioridad desempeñó la posición de capitán general de la Región Militar de Madrid. En el contexto de los refriegas universitarias entre falangistas y no falangistas de febrero de 1956, llegó a dejar clara su posición de la siguiente manera: «Mientras yo sea capitán general aquí no se mueve ni Dios». Falleció en Madrid el 15 de noviembre de 1968.
Entre 1968 y 2017 una calle de Madrid, que transcurre entre la calle de Julián Romea y la avenida de la Reina Victoria, llevó su nombre.

## Reconocimientos
- Cruz Laureada de San Fernando
- Gran Cruz de la Orden de Isabel la Católica (1942)[20]
- Gran Cruz de la Orden Imperial del Yugo y las Flechas (1961)[21]
- Gran Cruz (con distintivo blanco) de la Orden del Mérito Militar (1961)[22]
- Gran Cruz (con distintivo blanco) de la Orden del Mérito Aeronáutico (1962)[23]
- Gran Cruz (con distintivo blanco) del Mérito Naval (1962)[24]
- Hijo adoptivo de Vich (1966).[25]